# Un grand amour
Un grand amour – utwór belgijskiej piosenkarki Solange Berry napisany przez Michela Erica, Monique Laniece i Raymonda Roche’a i wydany w 1958 roku. 
W tym samym roku singiel reprezentował Luksemburg podczas 3. Konkursu Piosenki Eurowizji. 12 marca został zaprezentowany w finale widowiska jako czwarty w kolejności i ostatecznie zdobył jedynie jeden punkt, plasując się na przedostatnim, dziewiątym miejscu finałowej klasyfikacji razem z propozycją Corry Brokken reprezentującą Holandię z piosenką „Heel de wereld”. Dyrygentem orkiestry podczas występu był Dolf van der Linden.